# Свети Претеча
Свети Претеча (грч. Άγιος Πρόδρομος, Ајос Продромос) је насељено место у општини Полигирос у периферији Средишња Македонија, Грчка. Према попису из 2021. године било је 350 становника.
Према бугарском географу и историчару, Василу Канчову, у Светом Претечи је 1900. године живело 550 Грка. Село се раније звало Решетник.